# Cristilabrum solitudum
Cristilabrum solitudum é uma espécie de gastrópode  da família Camaenidae.
É endémica da Austrália.